# Franco Summa
Franco Summa (Pescara, 7 luglio 1938 – Pescara, 25 gennaio 2020) è stato un artista e architetto italiano.
Attivo a partire dagli anni sessanta del XX secolo, è stato esponente dell'arte contemporanea italiana. Il suo percorso, sviluppatosi attraverso pratiche di ricerca nell'arte ambientale e sociale, si caratterizza per l'uso simbolico delle forme e del colore, esplorando le relazioni che intercorrono tra l'uomo e lo spazio urbano.

## Biografia
Nasce a Pescara nel 1938, ultimo di otto figli (Domenico, Ada, Linda, Silvio, Elda, Elsa, Nando) e trascorre la sua adolescenza nella città adriatica fino al raggiungimento della maturità svolta presso il liceo classico Gabriele d'Annunzio. Si trasferisce poi a Roma dove frequenta la facoltà di Lettere dell'Università La Sapienza, conseguendo una tesi di laurea in estetica incentrata sui problemi di metodo nello svolgimento della critica di Giulio Carlo Argan. Conclusi gli studi, Summa torna in Abruzzo, sua regione d'origine, il cui paesaggio gli permette di sviluppare una ricerca artistica incentrata sul rapporto tra uomo e ambiente, sotto l'influenza dell'insolita commistione di elementi naturali e antropici che caratterizza il territorio abruzzese.
A partire dalla seconda metà degli anni sessanta, la sua arte trova uno specifico campo d'azione negli spazi urbani, realizzando numerose opere ambientali sia temporanee che stabili. Tra queste, sono al centro di polemiche un'azione collettiva promossa nel 1974 a Pescara in piazza della Rinascita a favore del no in occasione del referendum sul divorzio, e Un arcobaleno in fondo alla via (1974), realizzato presso la Chiesa di Sant'Agostino a Città Sant'Angelo, che diviene motivo di una vertenza giudiziaria da parte di alcune associazioni cattoliche; in difesa del lavoro di Summa, si schierano Giulio Carlo Argan, suo professore alla Sapienza, e l'amico Alessandro Mendini.
L'eco scaturito dell'opera è immediato e attira le attenzioni di Enrico Crispolti, il quale invita Summa alla Biennale di Venezia per le edizioni del 1976 e del 1978. Oltre a Crispolti e Pierre Restany, in quegli anni Summa frequenta il gruppo degli architetti radicali a Milano, tra cui Mendini, Andrea Branzi, Ettore Sottsass e Ugo La Pietra. Il suo lavoro, caratterizzato dall'utilizzo di colori vivaci e forme semplici, è orientato alla ridefinizione degli ambienti urbani tramite una serie di interventi cromatici e verbovisivi. Si ascrive a tale tendenza la Porta del Mare, un'opera temporanea posta sul lungomare di Pescara per tre mesi nel 1993; costituita da un insieme di quattro portali rettangolari che formano un arco quadrifronte alto circa undici metri, l'installazione simboleggia la possibilità di una coesistenza pacifica tra i popoli tramite un cromatismo che alterna 56 colori diversi. In questi anni realizzò per Pescara anche la fontana di piazza san Francesco. 
Nel corso degli anni, Summa si è dedicato anche all'insegnamento presso le facoltà di architettura dell'Università Gabriele d'Annunzio e La Sapienza, ha tenuto corsi all'Accademia di belle arti di Brera e all'Università di Siena, ed è stato fra le figure più rappresentative del liceo artistico Giuseppe Misticoni di Pescara, insieme a personalità come Ettore Spalletti, Andrea Pazienza, Tanino Liberatore e Giovanni Melarangelo. Ha affrontato il dibattito attorno alla progettazione e alla riqualificazione dell'ambiente urbano contemporaneo, collaborando con Joseph Rykwert, Oriol Bohigas, Costantino Dardi, Germano Celant e Franco Purini.
Poco prima della sua morte, avvenuta agli inizi del 2020 all'età di 81 anni, l'artista istituisce a Pescara la Fondazione Summa, spazio espositivo e istituzione dedicata all'arte contemporanea e alla cultura, presentata nel novembre del 2019 presso la Maison des Arts.

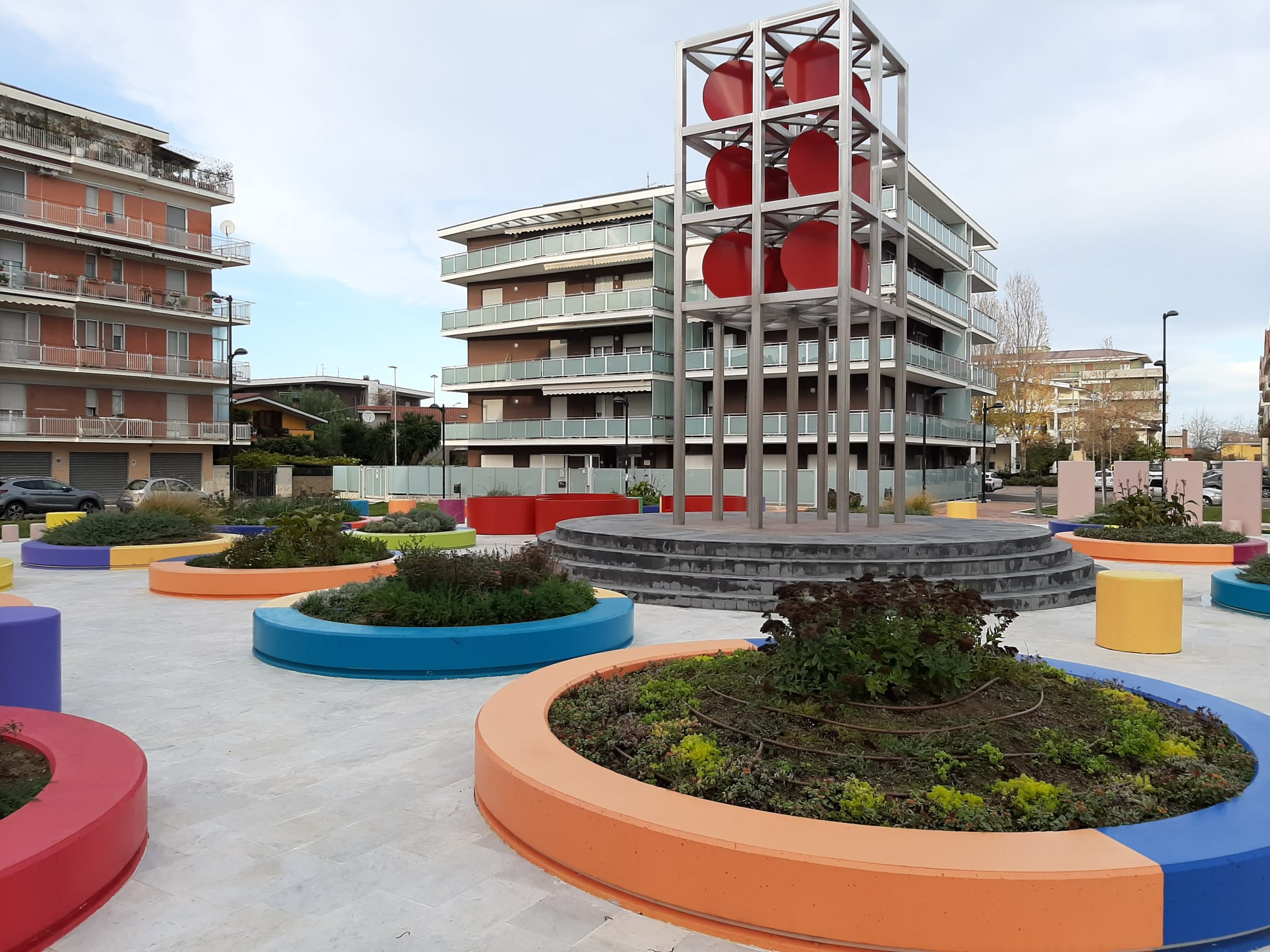
Il progetto del Maestro Franco Summa "Torre dei Venti e Piazza Giardino", realizzata in piazza Caduti del Mare a Pescara e inaugurata nel 2020.

## Pubblicazioni
- 12 antiche chiese d'Abruzzo, Pescara, 1976.
- Atri, Loreto, Penne: centri storici per una alternativa ambientale, Pescara, Azienda Autonoma, 1980.
- La città della memoria, Milano, Edizioni Mazzotta, 1986.
- Arte e città, appunti di arte ambientale, Pescara, Centro di Documentazione Arti Visive, 1987.
- Town Art, Pescara, Edizioni Carsa, 1992.
- Monumenti urbani e monumenti domestici, Pescara, Edizioni Grafiche Ballerini, 1996.
- L'arte della città, Atri, 1998, con Oriol Bohigas, Enrico Crispolti, François Burkhardt, Pierre Restany.
- Arte Fatto, Pescara, Edizioni Carsa, 1999.
- La vita è sogno, la vita è segno, Pescara, Edizioni Tracce, 2000.
- I profitti del cuore, Milano, Libri Scheiwiller, 2005, con Renato Minore.
- Town Art. L'arte della città, Roma, Edizioni Gangemi, 2007.
- Arte urbana, Pescara, Edizioni Carsa, 2016.
- Urban rainbow. Arcobaleno urbano, Pescara, Edizioni Carsa, 2017, con Giulio Carlo Argan.